# Oxyopes hindostanicus
Oxyopes hindostanicus là một loài nhện trong họ Oxyopidae.
Loài này thuộc chi Oxyopes. Oxyopes hindostanicus được Mary Agard Pocock miêu tả năm 1901.